# Acrocercops diffluella
Acrocercops diffluella là một loài bướm đêm thuộc họ Gracillariidae. Nó được tìm thấy ở Java, Indonesia, và Selangor, Malaysia, cũng như Ấn Độ, Papua New Guinea, và quần đảo Solomon. Nó được miêu tả bởi W. van Deventer năm 1904. Ấu trùng ăn Terminalia arjuna và Terminalia catappa.